# Dubiaranea propria
Dubiaranea propria là một loài nhện trong họ Linyphiidae. Loài này được phát hiện ở Colombia.